# فرنسوا ريفيير
فرنسوا ريفيير (بالفرنسية: François Rivière)‏ (و. 1949  م) هو كاتب سيناريو، ومترجم، وناقد أدبي، وكاتب سير، وكاتب للأطفال، وفنان فرنسي، ولد في سانتس.